# Villarreal Club de Fútbol (féminines)
Pour les articles homonymes, voir Villarreal.
Pour la section masculine de football, voir Villarreal Club de Fútbol.
Maillots
Actualités
La section football féminin du Villarreal Club de Fútbol (dont le nom officiel est Villarreal Club de Fútbol Femenino), est un club de football féminin espagnol. L'équipe évolue actuellement en Primera Federación, deuxième division, depuis la saison 2024-2025.

## Histoire
La section féminine est fondée en 2000.
Durant ces premières années, l'équipe évolue en deuxième division, la Primera Nacional, avant de descendre dans les divisions régionales en 2005, où elle restera pendant 5 saisons. L'année 2010 marque donc leur retour en deuxième division. Lors de la saison 2010-2011, Villarreal termine à la 12e place de son groupe, synonyme de relégation, mais grâce à l'extension de la Primera Nacional de 6 à 7 groupes, l'équipe est repêché pour la saison suivante.
Lors de la saison 2018-2019, l'équipe obtient sa place dans la nouvelle deuxième division nationale, la Segunda División PRO, nouvellement créée, en terminant 3e de son groupe.
Lors de la saison suivante, en raison de la pandémie de Covid-19 en Espagne, le championnat se termine prématurément, Villarreal étant 4e du Groupe Sud au moment de l'arrêt.
La saison 2020-2021 fut historique pour le club car après avoir terminé à la 1re place de son sous-groupe donnant accès à la phase de promotion, le club termine une nouvelle fois à la 1re place de son groupe de promotion, synonyme de promotion en première division pour la première fois de son histoire.
Pour sa première saison dans l'élite, le club termine à la 12e place du championnat.